# 日東紅茶

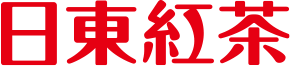
「日東紅茶」のロゴタイプ

日東紅茶（にっとうこうちゃ）は、三井農林株式会社が販売する紅茶のブランド名である。

## 沿革
- 1909年（明治42年） - 三井合名会社を設立する。
- 1927年（昭和2年） - 日本初の国産ブランド紅茶「三井紅茶」を発売する。のちに「日東紅茶」へ改称する。
- 1931年（昭和6年） - 「日東紅茶」が商工省の優良国産品に指定される。
- 1949年（昭和24年） - 小田急ロマンスカー車内で「走る喫茶室」の営業を開始する。
- 1953年（昭和28年） - 「日東紅茶紫缶」、「日東紅茶青缶」を発売する。
- 1955年（昭和30年） - 「日東紅茶白缶」を発売する。
- 1958年（昭和33年） - 「日東紅茶白丸缶（ダージリン）」発売する。
- 1961年（昭和36年） - 「日東ティーバッグ（缶入り）」を発売し、以後はティーバッグが主流になる。
- 1964年（昭和39年） - 「日東ティーバッグ（カートン入り）」を発売する。
- 1968年（昭和43年） - 「日東ティーバッグ（ボンカップ入り）」を発売する。
- 1982年（昭和57年） - 「モンドセレクション」で「日東紅茶フレバリーティー」が紅茶で世界初の金賞を受賞する。
- 1990年（平成2年） - 「日東紅茶レギュラーティーダージリン」を発売する。
- 1991年（平成3年） - 「日東紅茶デイリークラブ」を発売する。
- 1992年（平成4年） - 世界最高値のダージリン紅茶「日東紅茶ワールドレコードプライス」を発売する。
- 1993年（平成5年） - 小田急ロマンスカー「走る喫茶室」から撤退する。
- 1994年（平成6年） - 「日東紅茶プレミックスティー」を発売する。
- 2006年（平成18年） - 「日東紅茶PRIME TB（プライムティーバッグ）」を発売する。
- 2007年（平成19年） - 「急須のいらない緑茶です」が宇宙日本食として宇宙航空研究開発機構 (JAXA) から認定され、 国際宇宙ステーションで働く宇宙飛行士へ届けられる。
- 2008年（平成20年） - 刑事ドラマ『相棒』とコラボレーションしたオリジナル商品「杉下右京セレクト相棒紅茶」をWeb通販限定で発売する。
- 2010年（平成22年） -   宮原工場隣接地に藤枝工場を移設し両工場を統合し、新藤枝工場として生産を開始する。
- 2013年（平成25年） - 「プレミックスシリーズ」をスティック個包装タイプに一新する。栄養機能食品「活緑カテキン」を中心商材とした通信販売事業を開始する。
- 2014年（平成26年） - 「デイリークラブシリーズ」を発売する。

## 発売されている商品

### ティーバッグタイプ
日東紅茶 デイリークラブ シリーズ
いつも変わらないおいしさが楽しめる定番ブランド。ラインナップは以下の通り。
スタンダードタイプ - 10袋入り、25袋入り、50袋入り。
フレーバーティー - アップルティー10袋入り、マンゴー&オレンジティー10袋入り、ピーチ&ライチティー10袋入り、6バラエティパック10袋入り。6バラエティパックには左記3種に加えレモンティー、ブルーベリー&ラズベリーティー、ホワイトワイン&ラ・フランスティーが入っている。
日東紅茶 DAY&DAY
個包装付きのクリーンな徳用ティーバッグ。50袋入りと100袋入りがある。
日東紅茶 オリジナルブレンドティーバッグ
技術と伝統を積み重ねたオリジナルブレンド。香りの高い紅茶ティーバッグ、こく味のある紅茶ティーバッグ、アールグレイ紅茶ティーバッグがある。各20袋入り。
日東紅茶 オーガニック シリーズ
有機栽培茶園で育てた茶葉を、有機JAS認証を取得した自社工場で製造。紅茶のオリジナルブレンドとダージリン、健康茶のルイボスティーがある。各20袋入り。
日東紅茶 カフェインレスティーバッグ
　おいしさそのまま、からだにやさしいカフェインレスの紅茶。カフェインレスアールグレイ20袋入りがある。
日東紅茶 純国産紅茶
　国産茶葉100％使用の三角メッシュティーバッグ。純国産紅茶、純国産紅茶レモンティーがある。各12袋入り。
日東紅茶 しょうが紅茶
国産しょうが100％使用、無香料。国産しょうがと紅茶だけでシンプルに仕上げた紅茶。20袋入り。

### リーフティータイプ
日東紅茶 オリジナルブレンド
茶葉の特徴を生かした紅茶。渋みの少ない紅茶180グラム(g)、こく味のある紅茶135g、香りの高い紅茶90g、アールグレイ紅茶110gがある。
日東紅茶 ロイヤルミルクティーブレンド
アッサム産CTC製法茶葉を使用した、ミルクティーのための濃厚な味わいの紅茶。135g。

### インスタントタイプ
日東紅茶 粉末インスタントティー
本物の香りと味わいを手軽なインスタントで楽しめる。スティック個包装タイプのロイヤルミルクティー10本入り、しょうが紅茶10本入り、抹茶オーレ10本入り、ラム香るミルクティー6本入り、カフェインレスミルクティー10本入り。特用袋タイプのロイヤルミルクティー280g（約20杯分）、カフェインレスレモンティー210g（約25杯分）、レモンティー200g（約30杯分）、アップルティー200g（約30杯分）がある。　
日東紅茶 その他粉末飲料
スティック個包装タイプで手軽に摂れる、健康志向の粉末飲料。C&レモン10本入り、いつでもうるおいローズヒップ10本入り、しょうが&ゆず10本入り、七穀麹入りの甘酒8本入り、米麹入りのしょうが甘酒8本入り、フルーツ薫るサングリア10本入り、厳選果汁のとろける白桃10本入りがある。
チロルチョコ×日東紅茶
チロルチョコと日東紅茶のコラボレーション商品。ミルクココア、カフェモカ、きなこラテ、抹茶ラテがある。各8本入り。
日東紅茶 春夏限定商品
冷たい水にサッと溶けて、爽やかなおいしさを楽しめる粉末飲料。南国果実とココナッツ10本入り、トロピカルフルーツティー10本入り、塩とライチ（10本入りと特用180g入り）がある。

### ハーブティータイプ
日東紅茶 アロマハウス
こころとからだにやさしいノンカフェインのハーブティー。リラックス カモミール、ビューティ ローズヒップ、リフレッシュ ペパーミント、ルイボス レモンに加え、左記の4種類が入ったバラエティパックがある。各10袋入り。
日東紅茶 フルーツブーケ
ドライフルーツとハーブの贅沢ブレンド。ノンカフェイン。レッドフルーツ、リフレッシュハート、ジンジャーレモン、アップルスプラッシュは各5袋入りと1袋ずつバラでも販売。左記の4種類が入ったバラエティパック8袋入りもある。

## 過去の事業

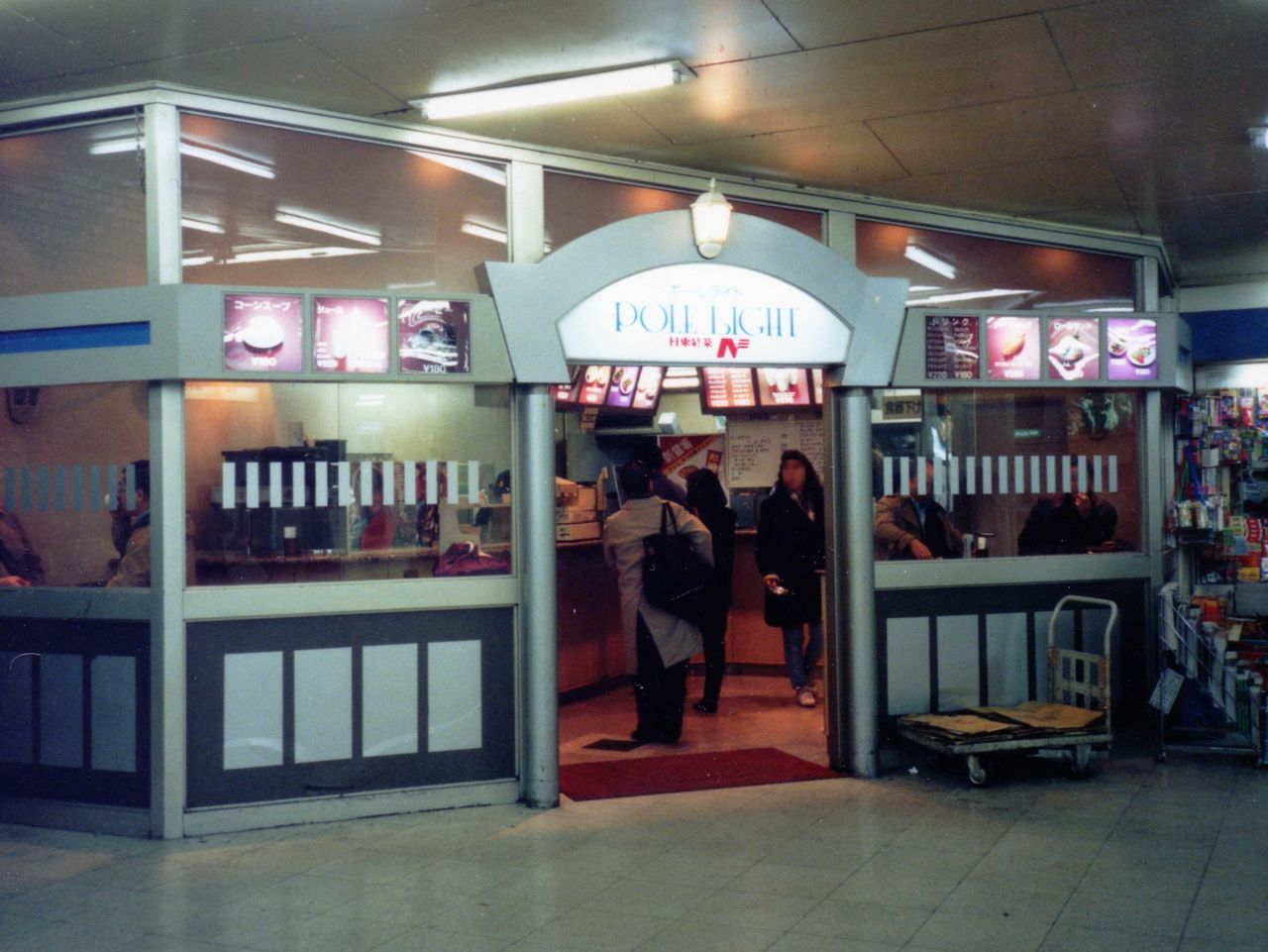
小田急新宿駅構内で営業していた喫茶スタンド「POLE LIGHT」

かつては小田急ロマンスカーの「走る喫茶室」や東京・晴海の東京国際見本市会場のレストランでも「日東紅茶」のブランドを冠して営業を行っていた。また、小田急新宿駅構内で喫茶スタンドの営業を行なっていたこともある。
長らく東京都中央区銀座４丁目の歌舞伎座横にあった紅茶のあるレストラン「日東コーナー」（現銀座１丁目「銀座 日東コーナー 1948」）は日東物産という、日東紅茶とは別の会社である。